# Metchislav Grib
Mietchyslaw Hryb
Metchislav Ivanovitch Grib (en russe : Мечислав Иванович Гриб ; en biélorusse : Мечыслаў Іванавіч Грыб, Mietchyslaw Ivanavitch Hryb), né le 25 septembre 1938, est un homme d'État biélorusse, deuxième chef d'État de la République de Biélorussie en qualité de président du Soviet suprême.

## Biographie
Élu président du Soviet suprême de la République de Biélorussie le 28 janvier 1994, Metchislav Grib assure les fonctions de chef de l'État jusqu'au 20 juillet suivant, date de l'installation du président de la République Alexandre Loukachenko. Il continue cependant de présider le Parlement jusqu'au 10 janvier 1996. 
Il est à présent membre du Parti social-démocrate biélorusse, dans l'opposition au régime du président Loukachenko.

## Sources
- (en) Cet article est partiellement ou en totalité issu de l’article de Wikipédia en anglais intitulé « Myechyslaw Hryb » (voir la liste des auteurs).